# السمان (العدين)

تعديل مصدري - تعديل

السمان محلة تابعة لقرية الرئاس، التابعة لعزلة السارة بمديرية العدين إحدى مديريات محافظة إب في الجمهورية اليمنية، بلغ تعداد سكانها 138 حسب تعداد اليمن لعام 2004.